# Jean Chrétien
Ne doit pas être confondu avec l'astronaute français Jean-Loup Chrétien.
Pour les articles homonymes, voir Jean Chrétien (général) et Chrétien (homonymie).
Jean Chrétien, né le 11 janvier 1934 à Shawinigan (Québec), est un homme d'État canadien. Il est le 20e premier ministre du Canada, en fonction du 4 novembre 1993 au 12 décembre 2003, sous la bannière du Parti libéral du Canada.
Élu député lors des élections fédérales de 1963, il occupe différents postes ministériels au sein notamment des gouvernements de Lester B. Pearson et Pierre Elliott Trudeau, ainsi que celui de vice-premier ministre du Canada durant quelques mois en 1984 sous John Turner. Retiré de la vie politique depuis 2003, Chrétien est connu pour sa promotion passionnée de l'unité canadienne et lutte contre la souveraineté du Québec.

## Jeunesse et carrière ministérielle
Jean Chrétien est né le 11 janvier 1934 à Baie-de-Shawinigan (aujourd'hui Shawinigan) au Québec et est le dix-huitième des dix-neuf enfants (dont 10 morts à la naissance ou en bas âge) de Wellie Chrétien (1887–1980) et Marie Boisvert (1892–1954). Son frère cadet est le médecin et chercheur en neuroendocrinologie Michel Chrétien.
Le 10 septembre 1957, il épouse Aline Chaîné, avec qui il a trois enfants, dont un adopté.
Il obtient son diplôme de droit à l'Université Laval, à Québec, en 1958. La même année, il est admis au Barreau du Québec et ouvre son cabinet d'avocat. Chrétien s'engage dans une carrière politique à partir de 1963.

### Députés et premiers postes au cabinet
Jean Chrétien est élu député du Parti libéral à la chambre basse du Parlement du Canada pour Saint-Maurice en 1963 et conserve son siège lors des sept élections subséquentes (1965, 1968, 1972, 1974, 1979, 1980, 1984). Il devient le secrétaire parlementaire du premier ministre Lester Pearson en 1966, puis secrétaire du ministre des Finances Mitchell Sharp. Il obtient son premier poste au cabinet de Pearson en 1967 en tant que ministre sans portefeuille attaché aux finances.

### Ministre de Trudeau

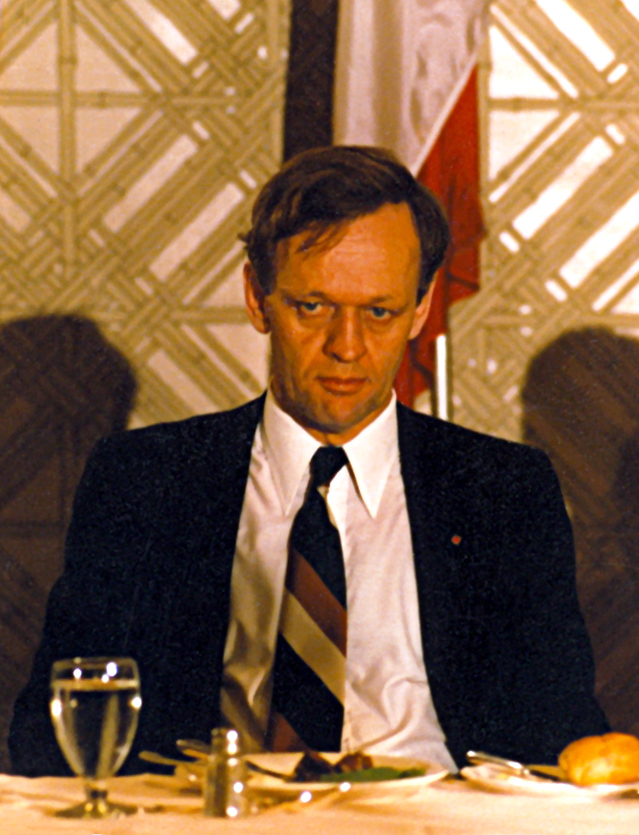
Jean Chrétien, alors ministre de la Justice, en 1980.

Lorsque Pearson démissionne, en 1968, Pierre Elliott Trudeau lui succède et déclenche les 28e élections générales, qu'il remporte. Il confie alors à Jean Chrétien le poste de ministre des Affaires amérindiennes et du Nord canadien, qu'il occupera pendant toute la durée du 28e Parlement.
Concernant les pensionnats pour Autochtones, que les enfants autochtones étaient forcés de fréquenter, il affirme en octobre 2021 n'avoir « jamais » entendu parler des abus qui s'y pratiquaient comme les violences physiques et sexuelles et les disparitions,. Des journalistes exhument cependant des archives gouvernementales montrant que son ministère avait connaissance des abus subis par les enfants.
En 1974, Trudeau le nomme secrétaire du Conseil du Trésor, où il acquerra le surnom de « Doctor No », en raison de sa tendance à souvent dire non aux demandes coûteuses des ministres du cabinet. Nommé ministre de l'Industrie et du Commerce le 14 septembre 1976, il accède un an plus tard au ministère des Finances du Canada où il demeure jusqu'au 4 juin 1979. Il est ainsi le premier titulaire francophone du ministère des Finances du Canada.
Jean Chrétien conserve son siège lors des élections du 22 mai 1979, mais le parti libéral est défait par les conservateurs de Joe Clark. Lorsque ce dernier est renversé neuf mois plus tard, les libéraux reviennent au pouvoir, et à l'approche du référendum sur la souveraineté-association au Québec, Jean Chrétien est nommé ministre de la Justice, ministre d'État au Développement social et ministre responsable des négociations constitutionnelles.
Durant la conférence constitutionnelle de 1981, il est le principal négociateur constitutionnel avec Roy Romanow de la Saskatchewan et Roy McMurtry de l'Ontario. Ensemble, dans l'après-midi du 4 novembre 1981, ils élaborent une ébauche écrite dans une cuisine inutilisée du Château Laurier à Ottawa. Cet accord informel, appelée « l'accord de la cuisine » mène à une entente entre Ottawa et plusieurs provinces portant sur le rapatriement de la Constitution du Canada.
Lorsque Trudeau annonce sa démission, le 29 février 1984, Jean Chrétien se lance dans la course à la succession du Parti libéral mais ne réussit pas à l'emporter devant l'immense popularité de John Turner au sein du caucus libéral. En 1986, il démissionne de son siège et quitte le devant de la scène politique pour aller exercer le droit.

Jean Chrétien est un diplômé de l'Université Laval à Québec.
Jean Chrétien est toujours associé au Parti libéral du Canada.

## Chef du Parti libéral
Après la démission de John Turner en 1990, Chrétien fait un retour en politique et est élu pour lui succéder à la tête du Parti libéral du Canada. Entre 1990 et 1993, il concentre toute son énergie à la reconstruction du parti, qui n'a pas été au pouvoir depuis 1984. Lors de l'élection générale du 25 octobre 1993, les libéraux profitent de la division du vote de l'opposition ainsi que de la débâcle du Parti progressiste conservateur au pouvoir (réduit à seulement 2 députés) et remportent 178 des 294 sièges de la Chambre des communes.

## Premier ministre

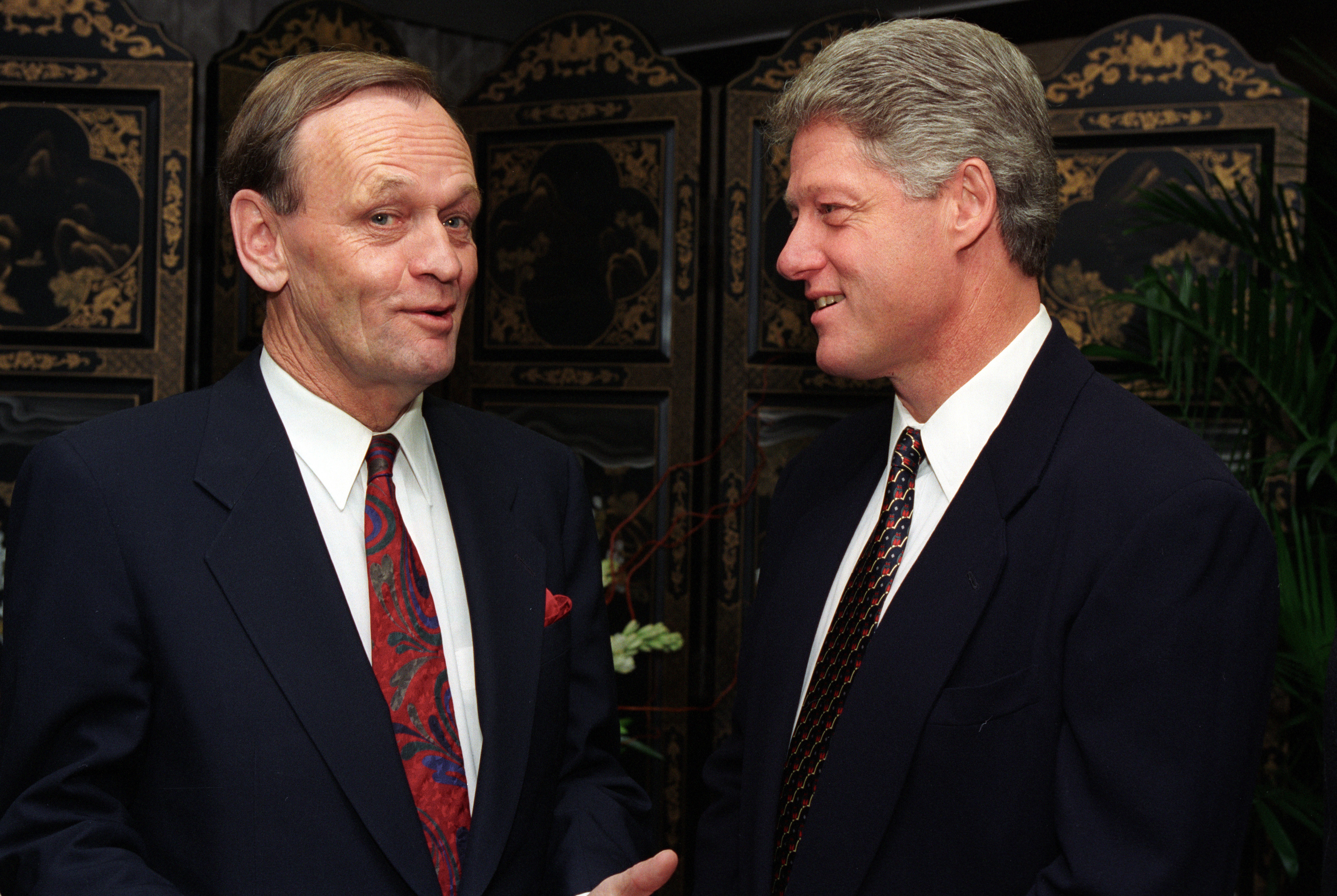
Jean Chrétien avec le président américain Bill Clinton durant le sommet de la Coopération économique pour l'Asie-Pacifique à Seattle, entre le 17 et le 19 novembre 1993.

En octobre 1993, Jean Chrétien devient premier ministre du Canada, son parti défaisant le Parti progressiste-conservateur du Canada de Kim Campbell, et prête serment le 4 novembre. Il est réélu aux élections de 1997 et en 2000, créant trois majorités consécutives et gouvernant le pays durant dix ans.
Alors que Pierre Elliott Trudeau, Joe Clark et Brian Mulroney étaient relativement nouveaux sur la scène politique lors de leur installation au 24 Sussex, Jean Chrétien peut compter sur 30 ans d'expérience en politique. Il a donc une connaissance approfondie du système parlementaire canadien, ce qui l'incite à fortement centraliser le gouvernement. En dépit des bons résultats obtenus, nombre de commentateurs accusent Chrétien d'être intolérant face aux critiques internes.

### Une politique budgétaire rigoureuse
Jean Chrétien hérite d'un pays largement endetté. Avec l'aide de son ministre des finances, Paul Martin, il procède à des compressions budgétaires importantes dans les transferts aux provinces, ainsi que dans tous les domaines du gouvernement fédéral. Pendant qu'il était premier ministre, Jean Chrétien élimine ainsi un déficit budgétaire de 42 milliards de dollars, enchaînant 5 budgets excédentaires, remboursant 36 milliards de dollars sur la dette nationale du Canada et réduisant de 100 milliards de dollars en 5 ans les impôts des particuliers et des entreprises, ce qui représente la plus forte baisse d'impôt de l'histoire canadienne. Les réductions budgétaires, appliquées pour la plupart vers la fin du règne de Chrétien, ont aussi entraîné un fléchissement dans la prestation des services, notamment dans le domaine de la santé qui, outre la baisse de ses budgets, subit le contrecoup du vieillissement de la population canadienne.
Jean Chrétien cherche à étoffer la politique étrangère de son pays afin que le Canada puisse remplir un rôle à sa mesure sur la scène internationale et contrebalancer le poids des États-Unis et de l'Accord de libre-échange nord-américain (ALÉNA), vis-à-vis duquel le Parti libéral a manifesté quelque réticence. Sur le plan intérieur, sa politique se consacre à la réduction du déficit annuel du gouvernement fédéral

### Promotion de l'unité canadienne et référendum sur la séparation du Québec en 1995
Une des priorités de Chrétien était la promotion de l'unité nationale canadienne. Ainsi fut-il lui aussi de la lutte contre la séparation du Québec en 1995. Pour ce faire, Jean Chrétien utilisait les discours pour en faire la promotion, « À tous les peuples du monde qui sont venus ici au Canada parce que c'était le pays de l'espoir, le pays de la liberté et le pays du succès. Des quelques milliers qu'il y avait au moment de la conquête, nous sommes devenus un peuple fier de 7 millions de francophones, dont 1 million hors Québec. […] Et c'est pourquoi je répète avec fierté les mots prononcés par Jean Lesage, le père de la Révolution tranquille, il y a 15 ans: “Le Canada, c'est mon pays, le Québec, c'est ma patrie.” Merci beaucoup, thank you very much. » Chrétien appliquait cette promotion dans ses discours, aux couleurs fédérales, mais sans jamais oublier la place du Québec dans ses déclarations. Les discours qu'utilisait Jean Chrétien pour promouvoir le Canada cherchaient à provoquer une crainte à l'égard du OUI. Chrétien était reconnu pour donner des discours enlevants, même émotifs, « Demeurer Canadiens ou ne plus l'être, rester ou partir, voilà l'enjeu du référendum. » Dans la même pensée, il qualifie la décision du Québec comme « sérieuse » et « irréversible».

#### Le camp du NON et la montée du OUI
À une semaine du référendum, le camp du NON met à la tête de leur groupe Jean Chrétien. Chrétien était donc à la fois premier ministre du Canada et principal porte-parole du camp du NON. À la suite de la forte montée du OUI, l'ancien premier ministre fait différentes promesses au peuple québécois: le reconnaître comme une société distincte, laisser au Québec et aux autres provinces une certaine autonomie et finalement la constitution canadienne et ce qu'elle représente pour le Québec (refus par le Québec, depuis 1981, de consentir à l'adoption de la Loi constitutionnelle de 1982).

#### Le programme de commandites
À la suite du référendum de 1995, le premier ministre Chrétien instaure le programme de commandites. Le programme avait comme rôle premier d'augmenter la visibilité du gouvernement canadien au Québec. Par le biais d'agences publicitaires, Chrétien voulait s'assurer qu'un troisième référendum n'aurait jamais lieu. Les agences publicitaires octroyaient par la suite de l'argent à des organisateurs d'évènements, de festivals ou de rassemblements. En échange, ils devaient mettre l'accent sur des symboles canadiens ou l'unité canadienne. Le programme était sous la tutelle de Chuck Guité, un fonctionnaire des travaux publics et des services gouvernementaux. C'est par faute de personnel que Guité donna des contrats à des firmes privées.

#### Option Canada
Jean Chrétien participa à la création d'Option Canada, qui fera la promotion du Canada et de l'unité canadienne, mais à quelques semaines du référendum. Dans la même pensée que le programme de commandites, Option Canada, profitera de campagne publicitaire pour soutenir le camp du NON. Un rapport d'enquête au sujet des activités d'Option Canada à l'occasion du référendum tenu au Québec en octobre 1995 par Me Bernard Grenier, commissaire-enquêteur, fera la lumière sur les activités d'Option Canada, qui sont illégales pour la plupart.
Il faut noter que durant le règne de Chrétien, le Parti québécois était au pouvoir au Québec et que le Bloc québécois, un parti fédéral souverainiste québécois, était l'opposition officielle au Parlement du Canada de 1993 à 1997.

#### Le scandale des commandites

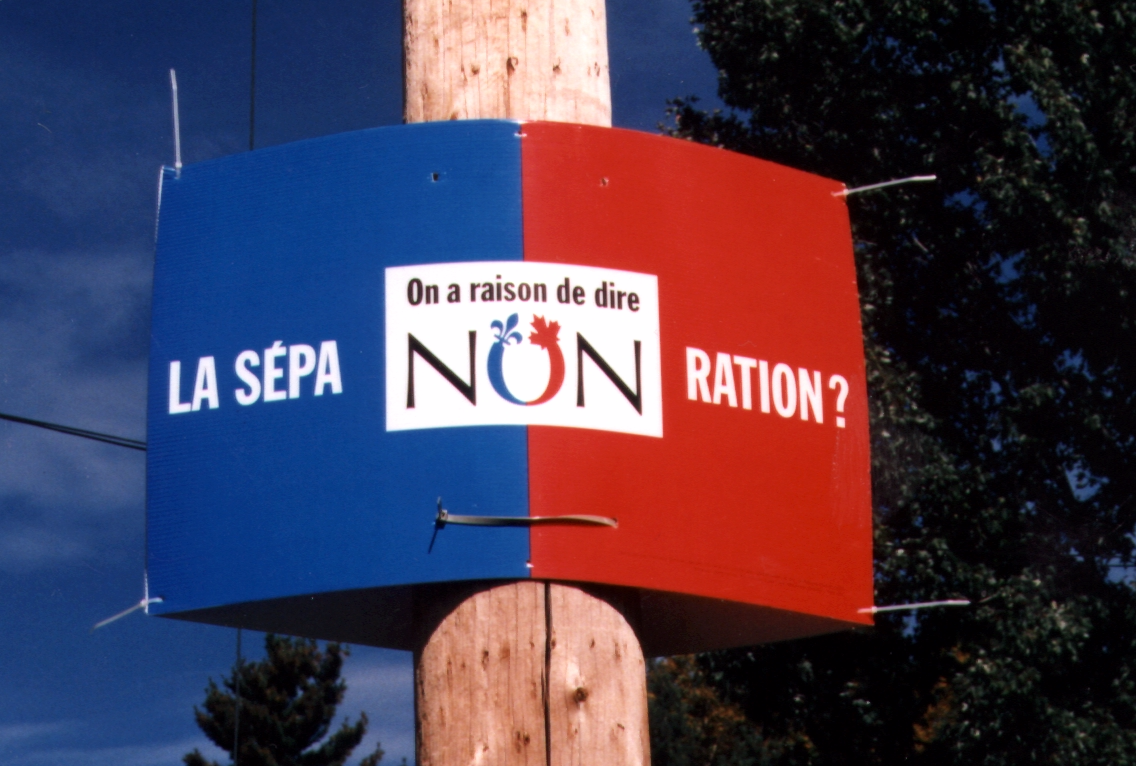
Jean Chrétien participe activement à la campagne contre la séparation du Québec en 1995.

Le scandale des commandites est en lien direct avec le programme des commandites, mais aussi avec Option Canada. Il est question d'ingérence fédérale dans le référendum québécois de 1995 (et après le référendum), mais aussi de sommes perçues par des firmes de publicité. Plus de 100 millions de dollars, payés par le gouvernement canadien, ont été échangés contre très peu ou pas de services rendus. Pour faire la lumière sur cette affaire, le premier ministre canadien Paul Martin crée en 2004 la Commission Gomery ou Commission d'enquête sur le programme de commandites. Parmi les conclusions, le rapport Gomery met l'accent sur l'utilisation abusive de fonds publics dans le programme de commandites. Jean Chrétien ne sera jamais impliqué directement dans le scandale, mais il porte une part de responsabilité, selon le juge Gomery. Le rapport de la commission énonce quelques recommandations visant à éviter que se répète ce genre d'utilisation abusive des fonds publics fédéraux. Jean Chrétien n'a jamais admis le moindre lien entre lui et le dérapage du programme de commandites. Pour lui, les seuls responsables sont quelques individus qui ont abusé du système.

### Politique internationale
À la suite des attentats du 11 septembre 2001, le Canada apporte son soutien aux États-Unis dès octobre 2001, d'abord par l'envoi de vaisseaux et d'avions puis, en décembre 2001, par l'envoi de troupes qui s'installeront à Kandahar pour participer aux opérations. Le gouvernement canadien refuse toutefois de participer, en 2003, à la guerre d'Irak étant donné que celle-ci n'a pas obtenu l'aval de l'ONU,,. Cette décision vaut à Jean Chrétien un regain d'estime auprès de la population canadienne, majoritairement opposée à ce conflit. Paul Cellucci, ambassadeur américain au Canada, fait toutefois remarquer que, paradoxalement, le Canada contribue davantage à cette guerre que la plupart des 46 états de la coalition, notamment par l'envoi de 25 conseillers militaires, envoi de trois frégates dans le golfe Persique afin de protéger la flotte américaine, par la présence de militaires sur le terrain, par la participation au système AWACS et par le maintien d'une force de plus de 1000 militaires en Afghanistan, allégeant la pression sur les forces américaines dans ce pays.
En matière d'environnement, le premier ministre canadien se démarque aussi de la position américaine en s'engageant dès septembre 2002 à ratifier le protocole de Kyōto sur les changements climatiques.

### Une fin de mandat difficile
Affaibli par une série de remaniements ministériels liés notamment à des scandales financiers, le premier ministre canadien doit faire face au cours de son troisième mandat au mécontentement grandissant des gouvernements provinciaux : tandis que le gouvernement fédéral est parvenu à réaliser des excédents financiers importants, les provinces se disent victimes d'un déséquilibre fiscal et réclament plus de moyens alors que leurs besoins augmentent (en matière de santé et d'éducation notamment).
Ce mandat est également marqué par les tensions qui opposent Jean Chrétien et Paul Martin, son rival au sein du Parti libéral. Elles culminent en juin 2002 avec le limogeage de Paul Martin de son poste de ministre des Finances. Cette manœuvre ne permet cependant pas à Jean Chrétien de sauvegarder son leadership. Il annonce de manière anticipée son retrait de la vie politique en août 2002.

## Après sa retraite

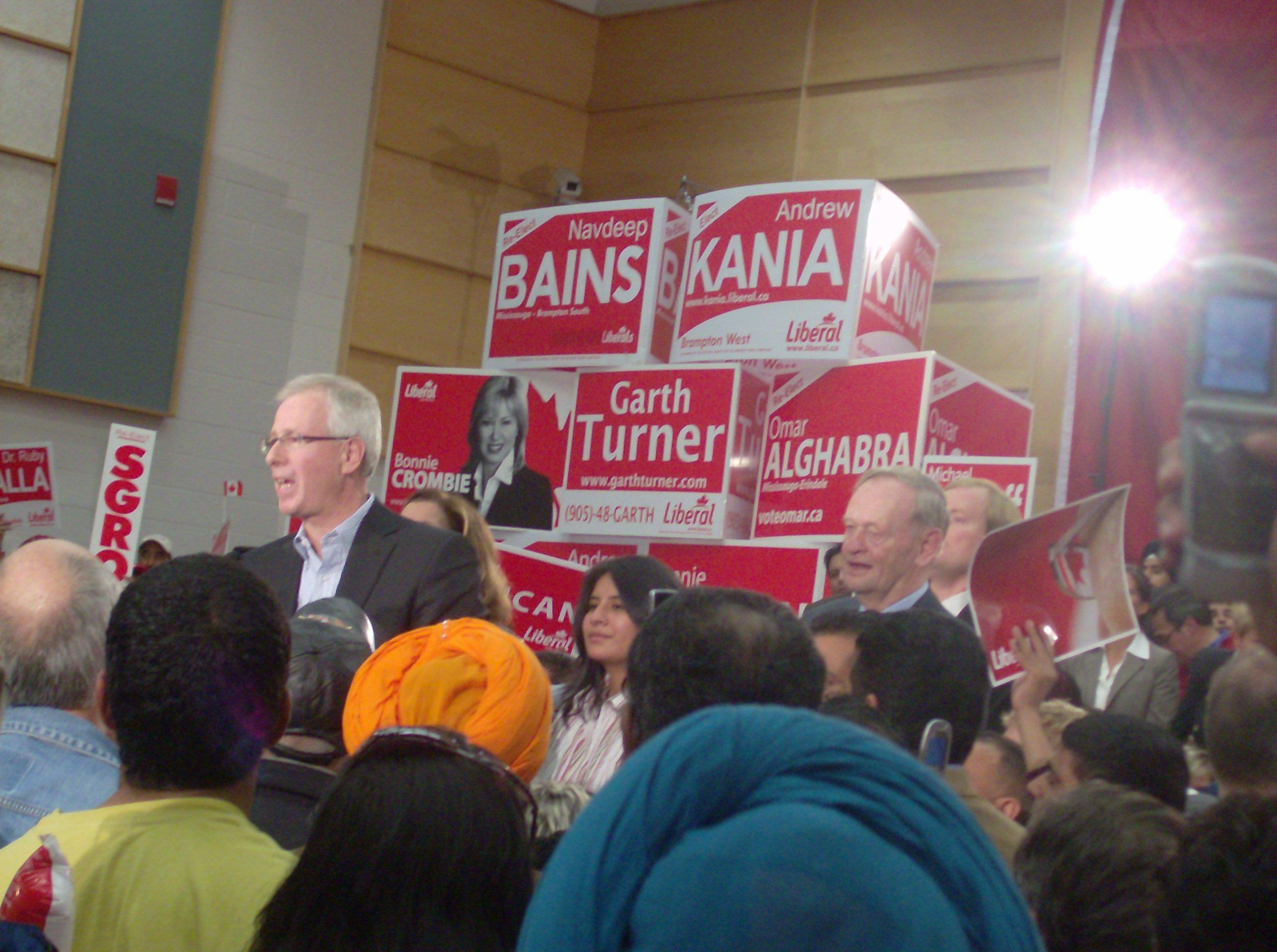
Le chef libéral Stéphane Dion en train de faire un discours à Brampton-Ouest le 10 octobre 2008. Jean Chrétien était parmi les personnalités libérales présentes à ce rassemblement ; c'était la première fois qu'il faisait campagne pour un candidat depuis son retrait de la vie politique.

Jean Chrétien quitte le pouvoir en décembre 2003. Paul Martin, élu à la tête du Parti libéral, lui succède au poste de premier ministre.
En janvier 2004, il rejoint le cabinet d'avocats Heenan Blaikie.
En 2005, il comparaît devant la Commission Gomery qui enquête sur le scandale des commandites. Il tente par la suite de faire destituer le juge Gomery, mais sans succès. Le premier rapport du juge Gomery, émis le 1er novembre 2005, blâme Jean Chrétien et quelques collaborateurs pour l'absence de vérifications.
Il est membre de Bilderberg.
Il est également membre du comité d'honneur de la fondation Chirac, lancée en 2008 pour agir en faveur de la paix dans le monde.
Le 8 juillet 2009, il devient conseiller international de la société pétrolière et gazière Ivanhoe Energy,.
En novembre 2017, il est un des trois anciens premiers ministres du Canada, aux côtés de Brian Mulroney et Paul Martin, à être cité dans les révélations des Paradise Papers.

## Hommage

### Prix
- Prix de l'« Homme d'État de l'année » en 2002 : « honore les dirigeants qui soutiennent la paix et la liberté, par la promotion de la tolérance, la dignité humaine et les droits de l'homme ». Prix remis par la fondation Appeal of Conscience.

### Distinction
- Membre du Conseil privé de la Reine pour le Canada, 1967[27]
- Ordre du Mérite le 13 juillet 2009[28]

## Nominations à la Cour suprême
Au Canada, le premier ministre du Canada nomme les juges à la Cour suprême du Canada, instance judiciaire suprême du pays. Ces nominations sont importantes, car tout jugement émis par cette cour a une incidence sur l'ensemble de la jurisprudence canadienne.
Chrétien a nommé les juges suivants à la Cour suprême du Canada :
- Michel Bastarache (30 septembre 1997 - 30 juin 2008)
- William Ian Corneil Binnie (8 janvier 1998 - 21 octobre 2011)
- Louise Arbour (15 septembre 1999 - 30 juin 2004)
- Louis LeBel (7 janvier 2000 - 30 novembre 2014)
- Beverley McLachlin (Juge en chef de la Cour suprême du Canada) (7 juillet 2000 - 18 décembre 2017) (nommé par Brian Mulroney en 1989)
- Marie Deschamps (7 août 2002 - 7 août 2012)
- Morris J. Fish (5 août 2003 - 31 août 2013)

## Nominations du gouverneur général
Jean Chrétien a nommé les deux gouverneurs généraux suivants :
- Roméo LeBlanc (8 février 1995 - 7 octobre 1999)
- Adrienne Clarkson (7 octobre 1999 - 27 septembre 2005)

## Résultats électoraux

### Chambre des communes
| Élection           | Circonscription        | Parti | Parti   | Voix   | %    | Résultats |
| ------------------ | ---------------------- | ----- | ------- | ------ | ---- | --------- |
| Fédérales de 1963  | Saint-Maurice—Laflèche |       | Libéral | 16 358 | 45,7 | Élu       |
| Fédérales de 1965  | Saint-Maurice—Laflèche |       | Libéral | 14 395 | 44,1 | Élu       |
| Fédérales de 1968  | Saint-Maurice          |       | Libéral | 13 895 | 44,5 | Élu       |
| Fédérales de 1972  | Saint-Maurice          |       | Libéral | 19 840 | 56,7 | Élu       |
| Fédérales de 1974  | Saint-Maurice          |       | Libéral | 20 465 | 65,3 | Élu       |
| Fédérales de 1979  | Saint-Maurice          |       | Libéral | 27 243 | 71,1 | Élu       |
| Fédérales de 1980  | Saint-Maurice          |       | Libéral | 27 356 | 76,7 | Élu       |
| Fédérales de 1984  | Saint-Maurice          |       | Libéral | 24 050 | 58,9 | Élu       |
| Partielles de 1990 | Beauséjour             |       | Libéral | 17 332 | 51,5 | Élu       |
| Fédérales de 1993  | Saint-Maurice          |       | Libéral | 25 200 | 54,1 | Élu       |
| Fédérales de 1997  | Saint-Maurice          |       | Libéral | 22 266 | 47,3 | Élu       |
| Fédérales de 2000  | Saint-Maurice          |       | Libéral | 23 345 | 54,1 | Élu       |

## Archives
Il y a un fonds d'archives Jean Chrétien à Bibliothèque et Archives Canada.